# IOI Group
IOI Group é uma empresa de Putrajaya, é um dos maiores conglomerados da Malásia. O seu diretor executivo é Dato' Lee Yeow Chor. Ela está listada no índice de ações FTSE Bursa Malaysia KLCI da bolsa de valores Bursa Malaysia, suas principais atividades são o cultivo e refino de óleo de palma bruto.
A partir de 2015 cerca de 55 por cento dos lucros do conglomerado vem de suas plantações de óleo de palma. Ela é activa em várias áreas, incluindo a propriedade, fabricação e plantações. O negócio de plantação é a parte mais importante e rentável do negócio. É um dos principais investidores da Malásia na indústria de óleo de palma da Indonésia. Datuk Hj Mohd Khalil B Dato' Hj Mohd Noor, ex-secretário do comitê do investimento estrangeiro do governo, foi um dos ditores de IOI. Ele afirmou ter uma política de erradicação da queima. No entanto, Greenpeace detectou 234 hotspots em cinco concessões em 2006 e 2007.
IOI Group possui áreas de óleo de palma, onde foi a Floresta Tropical. A empresa desfloresta ilegalmente. Unilever e
Neste Oil estão entre os clientes do Grupo. Nestlé, pelo menos temporariamente parou de comprar óleo de palma do IOI em 2012. IOI estendeu suas actividades para a Indonésia em 2005. Sua empresa associada na Indonésia é Bumitama Gunajaya Agro.
Em novembro de 2014, a empresa controlava aproximadamente 10,5% do comércio global de óleo de palma, mais de duas vezes a produção da Cargill.
IOI possui quatro refinarias de óleo de palma, três localizada na Malásia e uma em Rotterdam nos Países Baixos. 34% do volume total de óleo de palma consumido na Europa, em 2013, provem de suas subsidiarias.